# Troy (Indiana)
Troy è un comune degli Stati Uniti d'America, situato nello Stato dell'Indiana, nella contea di Perry.